# Becket e il suo re
Becket e il suo re (Becket) è un film del 1964 diretto da Peter Glenville, tratto dal dramma teatrale Becket ou l'honneur de Dieu di Jean Anouilh.

## Trama
La storia ambientata nell'Inghilterra del XII secolo, narra del conflitto che intercorre fra il re Enrico II d'Inghilterra e Tommaso Becket, l'arcivescovo di Canterbury che lui stesso elegge. Scoprirà di non riuscire a manovrarlo come pensava, finendo con l'ucciderlo.
L'azione si svolge circa cento anni dopo la conquista normanna dell'Inghilterra (1066). La conquista ha ampiamente spodestato la classe dirigente indigena (in gran parte anglosassone), sostituendola con una monarchia e un'aristocrazia straniera, di lingua francese, e una gerarchia clericale.
La trama segue passo passo la trasformazione di Tommaso Becket, sassone protetto del re Enrico e organizzatore delle orge del re, in uomo che invoca continuamente l'"onore di Dio". Enrico nomina Becket Arcivescovo di Canterbury per avere in quella posizione una persona fidata e completamente soggetta al suo controllo. Invece Becket diventa una spina nel fianco del re nell'ambito di una disputa giurisdizionale. In gran parte la trama si concentra su Enrico, descritto dal Vescovo di Londra come "perenne adolescente", infastidito dai suoi doveri di re e dal suo matrimonio combinato. All'inizio del film vediamo Enrico sfuggire ai suoi impegni, immerso nelle scorrerie, nelle bevute, nelle battute di caccia e nelle visite ai bordelli. Enrico dipende sempre di più da Becket, un plebeo sassone che organizza queste scorribande quando non è impegnato nella direzione della corte del re. Questa situazione provoca grande risentimento tra la nobiltà normanna di Enrico, che diffida di questo parvenu sassone e lo invidia, così come fanno la regina e la regina madre, che vedono in Becket una innaturale e inopportuna influenza sulla persona del re.
Enrico si trova continuamente in conflitto con l'anziano Vescovo di Canterbury, che si oppone alla tassazione delle proprietà ecclesiastiche per finanziare le campagne militari di Enrico in Francia ("Vescovo, io devo assoldare le Guardie Svizzere perché combattano per me - e nessuno le ha mai pagate con buoni auspici e preghiere!"). Durante una delle sue campagne sulle coste francesi, Enrico viene informato che l'anziano vescovo è morto. In un lampo di ispirazione, Enrico esercita la sua prerogativa di scegliere il nuovo Vescovo e informa uno stupefatto Becket che è proprio lui a essere stato scelto dal re.
Poco dopo Becket si schiera con la Chiesa, facendo infuriare Enrico. Uno dei punti di maggiore scontro è la scomunica comminata da Tommaso a Lord Gilbert, uno dei più fedeli sostenitori di Enrico, per aver catturato e ordinato l'uccisione di un prete accusato di intrallazzi sessuali con una fanciulla, prima che il prete fosse consegnato alla giustizia ecclesiastica. Gilbert rifiuta di riconoscere di aver sbagliato e cerca l'assoluzione.
Il re ha un drammatico incontro segreto con il Vescovo di Londra nella sua cattedrale ("L'Arcivescovo mi sta sullo stomaco, un peso grande e greve"). Enrico espone il suo piano: rimuovere il problematico ecclesiastico con lo scandalo e le insinuazioni. Questi tentativi non hanno successo: Becket, solennemente vestito delle insegne episcopali, affronta i suoi accusatori e li riduce al silenzio, tanto da provocare il riso del re e la sua amara constatazione che "Becket è l'unico uomo intelligente in tutto il mio regno… e lui è contro di me!". Becket fugge in Francia dove incontra il subdolo ma comprensivo re Luigi, il quale vede in lui un mezzo con cui continuare il suo passatempo preferito, tormentare l'arrogante inglese. Becket giunge a Roma, dove prega il Santo Padre di permettergli di rinunciare alla sua posizione e di ritirarsi in un monastero come un prete ordinario. Il Vaticano è un covo di intrighi politici. Il Papa ricorda a Becket che è suo dovere tornare in Inghilterra e opporsi alle interferenze civili nelle questioni religiose. Becket si arrende a questa decisione e chiede a Luigi di organizzare un incontro con Enrico sulle spiagge della Normandia. Enrico chiede a Becket se lo ama o no e Becket risponde che lui ama Enrico. Si arriva a una tregua precaria e Becket ottiene il permesso di tornare in Inghilterra.
L'ultima parte del film mostra Enrico precipitare rapidamente nella convinzione ossessiva che Becket lo abbia tradito. I baroni peggiorano il suo umore facendo notare che Becket è diventato un eroe popolare tra i Sassoni sconfitti, sempre insofferenti e pieni di risentimento verso i conquistatori normanni. Ci sono buffe liti tra Enrico e la sua trasandata moglie, Eleonora d'Aquitania, il suo stupido figlio ed erede, e la sua fredda madre, che ripete continuamente a suo figlio che suo padre avrebbe subito eliminato Becket per il bene del regno. Durante una delle sue sfuriate, annebbiato dall'alcool, Enrico chiede: "Nessuno dunque mi libererà da quel prete molesto?". I suoi fedeli baroni sentono e si recano subito a Canterbury, dove uccidono con la spada Thomas e il suo aiutante sassone, fratello John. Poi Enrico sconvolto per penitenza si fa frustare da dei monaci sassoni.
Il film si conclude quando Enrico, conclusa la penitenza, proclama pubblicamente Tommaso Becket santo e dichiara che i suoi uccisori avranno la giusta punizione.

## Riconoscimenti
- 1965 - Premio Oscar
  - Migliore sceneggiatura non originale a Edward Anhalt
  - Candidatura Miglior film a Hal B. Wallis
  - Candidatura Migliore regia a Peter Glenville
  - Candidatura Miglior attore protagonista a Richard Burton
  - Candidatura Miglior attore protagonista a Peter O'Toole
  - Candidatura Miglior attore non protagonista a John Gielgud
  - Candidatura Migliore fotografia a Geoffrey Unsworth
  - Candidatura Migliore scenografia a John Bryan, Maurice Carter, Patrick McLoughlin e Robert Cartwright
  - Candidatura Migliori costumi a Margaret Furse
  - Candidatura Miglior montaggio a Anne V. Coates
  - Candidatura Miglior sonoro a John Cox
  - Candidatura Miglior colonna sonora a Laurence Rosenthal
- 1965 - Golden Globe
  - Miglior film drammatico
  - Miglior attore in un film drammatico a Peter O'Toole
  - Candidatura Migliore regia a Peter Glenville
  - Candidatura Miglior attore in un film drammatico a Richard Burton
  - Candidatura Miglior colonna sonora a Laurence Rosenthal
- 1965 - Premio BAFTA
  - Migliore fotografia a Geoffrey Unsworth
  - Migliore scenografia a John Bryan
  - Migliori costumi a Margaret Furse
  - Candidatura Miglior film
  - Candidatura Miglior film britannico
  - Candidatura Miglior attore protagonista a Peter O'Toole
  - Candidatura Migliore sceneggiatura non originale a Edward Anhalt
- 1964 - National Board of Review Award
  - Miglior film